# Anomala mirabilis
Anomala mirabilis är en skalbaggsart som beskrevs av Carsten Zorn 1998. Anomala mirabilis ingår i släktet Anomala och familjen Rutelidae. Inga underarter finns listade i Catalogue of Life.